# Biaix de memòria
El biaix de memòria, en investigacions epidemiològiques, és un error sistemàtic causat per diferències en la precisió o la completesa dels records recuperats ("recordats") pels participants d'un estudi sobre esdeveniments o experiències del passat. En ocasions també es coneix com a biaix de resposta o d'informació, un tipus de biaix que pot ser d'aspecte metodològic en investigacions que impliquen entrevistes o qüestionaris, i en aquest cas pot comportar una classificació errònia de diversos tipus d'exposició.
El biaix de memòria és especialment preocupant en estudis retrospectius que utilitzen un disseny de control de casos per investigar l'etiologia d'una malaltia o una condició psiquiàtrica. Per exemple, en estudis de factors de risc per al càncer de mama, les dones que han patit la malaltia poden tenir més èxit a l'hora de cercar els seus records que les membres del grup de control no afectat per possibles causes del seu càncer. Les persones que tenen càncer de mama poden recordar un nombre més gran de factors de risc potencials als quals havien estat exposats que les dones no afectades per un càncer de mama. Això pot exagerar la relació entre un factor de risc potencial i la malaltia. Per minimitzar el biaix de memòria, alguns assaigs clínics han decidit dur a terme un "període de rentat", és a dir, un període substancial que ha de transcórrer entre la primera observació del subjecte i la seva posterior observació del mateix esdeveniment.